# 比爾 (里普基區)
51°54′58″N 30°57′46″E / 51.91611°N 30.96278°E
比爾（烏克蘭語：Вир），是烏克蘭北部的村莊，隸屬切爾尼希夫州的切爾尼希夫區。該村始建於1749年，面積0.33平方公里，海拔高度113米，2001年該村落人口18。